# Симплектична група
В математиці симплектичною групою називають групу симплектичних відображень чи  еквівалентно симплектичних матриць на симплектичному векторному просторі над деяким полем. У випадку поля комплексних чисел так також називають певні компактні підгрупи груп симплектичних матриць (інші назви цієї групи — унітарні чи компактні симплектичні групи).
Симплектичні групи є прикладами так званих класичних груп. Вони мають широке застосування у геометрії, фізиці, теорії груп Лі (зокрема компактні симплектичні групи є однією з чотирьох нескінченних послідовностей груп, які разом з п'ятьма винятковими групами є основою для класифікації всіх компактних груп Лі).

## Означення
В загальному випадку симплектичною групою для модуля {\displaystyle E} з заданою на ньому симплектичною (кососиметричною і білінійною) формою над комутативним кільцем {\displaystyle K} називається група автоморфізмів, що не змінюють дану симетричну форму.
Особливе значення має випадок, коли {\displaystyle K} є полем і {\displaystyle \omega } — невиродженою симплектичною формою. Тоді група лінійних перетворень породжується лінійними перетвореннями {\displaystyle A_{\alpha ,y}}, що рівні {\displaystyle A_{\alpha ,y}(x)=x+\alpha \omega (y,x)x.} Кожне з цих перетворень очевидно зберігає значення симплектичної форми.
Еквівалентно симплектичну групу порядку 2n можна означити як групу матриць, що задовольняють умову {\displaystyle M^{\text{T}}\Omega M=\Omega \,,} де {\displaystyle \Omega ={\begin{bmatrix}0&I_{n}\\-I_{n}&0\\\end{bmatrix}}.}
Симплектичну групу порядку 2n над полем {\displaystyle K} позначають {\displaystyle \operatorname {Sp} (2n,K)} або іноді {\displaystyle \operatorname {Sp} (n,K).} В даній статті використовуватиметься перше позначення.

## Властивості
- Визначники всіх симплектичних матриць рівні 1, тобто симплектична група є підгрупою спеціальної лінійної групи.
- Центром групи {\displaystyle \operatorname {Sp} (2n,K)} для полів характеристики 2 є матриця {\displaystyle I_{2n},} а для інших полів центр складається з матриць {\displaystyle I_{2n}} і {\displaystyle -I_{2n}.} Факторгрупа {\displaystyle \operatorname {PSp} (2n,K)=\operatorname {Sp} (2n,K)/Z} по центру групи називається проективною симплектичною групою. Ці групи є простими окрім груп {\displaystyle \operatorname {PSp} (2,\mathbb {F} _{2}),\;\operatorname {PSp} (4,\mathbb {F} _{2}),\;\operatorname {PSp} (2,\mathbb {F} _{3}),} де {\displaystyle \mathbb {F} _{q}} —поле p q елементів.
- Порядок групи {\displaystyle \operatorname {Sp} (2n,\mathbb {F} _{q})} рівний

{\displaystyle q^{n^{2}}(q^{2}-1)\cdots (q^{2n-2}-1)(q^{2n}-1).}
- Алгебра Лі групи {\displaystyle \operatorname {Sp} (2n,K)} (як алгебраїчної групи) є алгебра матриць {\displaystyle M}, для яких виконується рівність:

{\displaystyle \Omega M+M^{\mathrm {T} }\Omega =0,} де {\displaystyle \Omega } — матриця описана вище. Еквівалентно матриці з цієї алгебри Лі це матриці, які можна записати у блочному виді:
{\displaystyle M={\begin{pmatrix}A&B\\C&-A^{\mathrm {T} }\end{pmatrix}}}
де всі блоки є квадратними матрицями порядку n і B і C є симетричними матрицями.

## Дійсні комплексні симплектичні групи Лі
Серед усіх симплектичних груп особливе значення мають групи {\displaystyle \operatorname {Sp} (2n,\mathbb {R} )} симплектичних груп над полем дійсних чисел і {\displaystyle \operatorname {Sp} (2n,\mathbb {C} )} симплектичних груп над полем комплексних чисел. Усі ці групи для довільних порядків є групами Лі. Вони задовольняють таким властивостям:
- {\displaystyle \operatorname {Sp} (2n,\mathbb {C} )} є простою групою Лі (зокрема її алгебра Лі є простою), однозв'язною, некомпактною. Її розмірність як комплексного многовида рівна n(2n + 1), розмірність як дійсного аналітичного многовида відповідно 2n(2n + 1).
- Алгебри Лі комплексних симплектичних груп, що позначаються {\displaystyle {\mathfrak {sp}}(2n,\mathbb {C} )} утворюють нескінченну послідовність простих алгебр Лі, що є однією з чотирьох нескінченних серій простих алгебр Лі, що разом з п'ятьма виключними алгебрами Лі вичерпують множину всіх простих алгебр Лі.
- {\displaystyle \operatorname {Sp} (2n,\mathbb {R} )} є простою некомпактною зв'язаною але не однозв'язною групою Лі.
- {\displaystyle \operatorname {Sp} (2n,\mathbb {R} )} має тип гомотопії групи {\displaystyle S^{1}\times \operatorname {SU} (n)} тож її фундаментальна група рівна {\displaystyle \pi _{1}(\operatorname {Sp} (2n,\mathbb {R} ))\cong \mathbb {Z} .}
- Алгебра Лі {\displaystyle {\mathfrak {sp}}(2n,\mathbb {R} )} є дійсною формою алгебри Лі {\displaystyle {\mathfrak {sp}}(2n,\mathbb {C} )} тобто комплексифікація алгебри {\displaystyle {\mathfrak {sp}}(2n,\mathbb {R} )} рівна {\displaystyle {\mathfrak {sp}}(2n,\mathbb {C} ).}
- Як многовид {\displaystyle \operatorname {Sp} (2n,\mathbb {R} )} є дифеоморфним добутку {\displaystyle \operatorname {U} (n)\times \mathbb {R} ^{n(n+1)}.}
- Довільний елемент групи {\displaystyle \operatorname {Sp} (2n,\mathbb {R} )} є добутком двох елементів, що є образами експоненти, тобто

{\displaystyle \forall \;S\in \operatorname {Sp} (2n,\mathbb {R} )\;\exists \;X,Y\in {\mathfrak {sp}}(2n,\mathbb {R} ):\;S=e^{X}e^{Y}.}

### Групи Sp(p,q)
Окрім групи {\displaystyle \operatorname {Sp} (2n,\mathbb {R} )} іншими дійсними формами групи {\displaystyle \operatorname {Sp} (2n,\mathbb {C} )} (тобто підгрупами комплексифікація алгебр Лі для яких є рівною {\displaystyle {\mathfrak {sp}}(2n,\mathbb {C} )}) є групи, що позначаються {\displaystyle \operatorname {Sp} (p,q)} де {\displaystyle p,q\in \mathbb {N} \cup \{0\},\;\;p+q=n.}
Елементами групи {\displaystyle \operatorname {Sp} (p,q)} є матриці з {\displaystyle \operatorname {Sp} (2n,\mathbb {C} )}, що залишають незмінними ермітові форми виду  {\displaystyle \sum _{i=1}^{2n}\epsilon _{i}z_{i}{\bar {z}}_{i},} де {\displaystyle \epsilon _{i}} є рівним 1 для {\displaystyle 1\leqslant i\leqslant p} або {\displaystyle n+1\leqslant i\leqslant n+p} і {\displaystyle \epsilon _{i}} є рівним -1 для всіх інших значень i.
Група {\displaystyle \operatorname {Sp} (p,q)} є ізоморфною групі лінійних перетворень векторного простору {\displaystyle \mathbb {H} ^{n}} (де {\displaystyle n=p+q}) над тілом кватерніонів {\displaystyle \mathbb {H} ,} що зберігають незмінною кватерніонну ермітову форму, тобто форму виду:
{\displaystyle (x,y)=\sum _{i=1}^{p}x_{i}{\bar {y}}_{i}-\sum _{i=p+1}^{n}x_{i}{\bar {y}}_{i},} де {\displaystyle x_{i},y_{i},\;\;}— координати векторів кватерніонів, а риска зверху означає спряження в тілі кватерніонів.

### Група Sp(n)
Серед груп {\displaystyle \operatorname {Sp} (p,q)} найважливішими є групи {\displaystyle \operatorname {Sp} (0,n)}, які переважно позначають {\displaystyle \operatorname {Sp} (n).}  Ці групи теж часто називають симплектичними, хоча вони не є такими згідно означення даного вище. Вони мають наступні властивості
- {\displaystyle \operatorname {Sp} (n)\cong \operatorname {U} (2n)\cap \operatorname {Sp} (2n,\mathbb {C} ),\;} тому для {\displaystyle \operatorname {Sp} (n)} часто також використовується позначення {\displaystyle \operatorname {USp} (2n,\mathbb {C} ).}
- В тих же позначеннях, що і вище група {\displaystyle \operatorname {Sp} (n)} є ізоморфною групі лінійних перетворень кватерніонного векторного простору, що зберігають незмінними ермітові форми {\displaystyle (x,y)=\sum _{i=p+1}^{n}x_{i}{\bar {y}}_{i},} тобто {\displaystyle \operatorname {Sp} (n)\cong \operatorname {U} (n,\mathbb {H} ).}
- {\displaystyle \operatorname {Sp} (n)} є компактною однозв'язною простою дійсною групою Лі, розмірність якої рівна n(2n + 1). Її алгебра Лі є єдиною компактною дійсною формою алгебри {\displaystyle {\mathfrak {sp}}(2n,\mathbb {C} ).} Якщо розглядати {\displaystyle \operatorname {Sp} (n)} як групу кватерніонних унітарних матриць, то її алгебра Лі є алгеброю кватерніонних матриць для яких виконуються умови {\displaystyle A+A^{\dagger }=0} де {\displaystyle A^{\dagger }} — матриця отримана транспонуванням і кватерніонним спряженням. Дужками Лі при цьому є комутатор матриць
- Групи {\displaystyle \operatorname {Sp} (n)} утворюють одну з чотирьох нескінченних серій компактних простих однозв'язних груп Лі, які є ключовими для класифікації всіх компактних груп Лі.
- Як дійсний многовид {\displaystyle \operatorname {Sp} (2n,\mathbb {C} )} є дифеоморфним добутку {\displaystyle \operatorname {Sp} (n)\times \mathbb {R} ^{n(2n+1)}.}

Основні властивості груп {\displaystyle \operatorname {Sp} (2n,\mathbb {R} )},  {\displaystyle \operatorname {Sp} (2n,\mathbb {C} )} і {\displaystyle \operatorname {Sp} (n)} подані у таблиці нижче:
|          | Матриці | Група Лі   | Dim/ℝ      | Dim/ℂ     | Компактність | π1 |
| -------- | ------- | ---------- | ---------- | --------- | ------------ | -- |
| Sp(2n,ℝ) | ℝ       | дійсна     | n(2n + 1)  | –         |              | ℤ  |
| Sp(2n,ℂ) | ℂ       | комплексна | 2n(2n + 1) | n(2n + 1) |              | 1  |
| Sp(n)    | ℍ       | дійсна     | n(2n + 1)  | –         | x            | 1  |